# 平野莉亜菜
平野 莉亜菜（ひらの りあな、2011年〈平成23年〉5月8日 - ）は、日本の子役。
静岡県出身。東宝芸能所属。第9回 東宝「シンデレラ」オーディションファイナリスト。　

## 人物・来歴
2022年（令和4年）に行われた第9回 東宝「シンデレラ」オーディションにてオーディションの様子を見た今井一暁監督によりその実力を買われ、映画ドラえもん のび太の地球交響楽のミッカ役に抜てきされ芸能界デビュー

## 受賞歴
2022年
- 第9回東宝「シンデレラ」オーディション ファイナリスト[2]。

## 出演

### 映画
- でっちあげ〜殺人教師と呼ばれた男（2025年6月27日、東映）

### アニメ映画
- 映画ドラえもん のび太の地球交響楽（2024年3月1日、東宝） - ミッカ 役

### テレビ番組
- 題名のない音楽会[6]（2024年3月9日、朝日テレビ）

### MV
- Wan'na be a HERO／ひまわりのたね 第9回「東宝シンデレラ」＆「TOHO NEW FACE」（2025年3月10日、東宝芸能）[7]

## ディスコグラフィ

### 参加作品
『映画ドラえもん のび太の地球交響楽(ちきゅうシンフォニー)』 オリジナル・サウンドトラック（2024年2月28日）
- ミッカの歌
- おもちゃdeセッション！
- ファーレってすごい！
- ミッカの歌～スネ夫のヴァイオリン伴奏
- ドラえもんを救え～4人のハーモニー
- 地球交響楽～第1楽章
- 地球交響楽～第2楽章
- 地球交響楽～第3楽章

(劇中歌として以上の楽曲で歌唱を担当)